# Hans Simonsson
Hans Simonsson (Färgaryd, 1 de Maio de 1962) é um ex-tenista profissional sueco.

## Grand Slam finais

### Duplas (1 título)
| Ano  | Campeonato    | Parceiro      | Oponente                        | Placar           |
| 1983 | Roland Garros | Anders Järryd | Mark Edmondson Sherwood Stewart | 7–6(4), 6–4, 6–2 |

### Duplas (1 vice)
| Ano  | Campeonato    | Parceiro           | Oponente                   | Placar                |
| 1985 | Roland Garros | Schlomo Glickstein | Mark Edmondson Kim Warwick | 3–6, 4–6, 7–6(5), 3–6 |